# ロブ・ベールナルト
ロブ・ベールナルト、1984年6月2日 - ）は、音楽家、モデル。ロックバンドLadyburnのボーカリスト、MCである。ベルギーアントウェルペン出身。ベルギー国籍。愛称はRob、R、などがある。アーティスト名もROBの大文字表記。

## 人物
父は極真空手の師範でベルギーに道場を所有している。母は東京都出身の日本人。3歳までベルギーで過ごし、1987年に日本へと生活拠点を移す。6歳の頃からサッカーを始め中学を卒業する頃にはJリーグからオファーされた経歴をもつ。
16歳の頃、友人に誘われたロックイベントでJESSEと出会う。後にこの出会いが運命を全て変えたと雑誌のインタビューの中で語っている。この翌年にロックバンドSOLZERを結成。フジテレビ69☆tribe内の着うたダウンロードランキングにて3週連続1位を獲得し後日番組内で特集が組まれている。2004年、2006年に宇頭巻主催のガンギマナイトに出演している。この時念願であったRIZE、smorgas、Screaming soul hill、GUNDOGとの共演を果たす。
2008年12月28日に、Shibuya THE GAMEにて初のワンマンライブを敢行し、チケットは完売。
2008年頃からSubcietyのモデルを始め、今では同ブランドが欠かせない存在となり同時にK（Pay money To my Pain）がプロデュースする9microphonesでもモデルを担当している。
2009年にSOLZERの活動休止を発表。2年半の歳月を経て2012年夏、Ladyburnを結成する。
体中にタトゥーを彫っており雑誌『TATTOO LOUNGE』にてタトゥーを披露している。1つ1つにかなりの意味があり自分のタトゥーを見せるのを嫌がっており、ブログなどでもタトゥーを見せる事はない。
プライベートではロックアーティストとの交流が多く中でもJESSE、K(pay money to my pain)との交流が多く本人のブログやSNSにも多く登場している。